# Auf der Suche nach dem Wunderbaren
Auf der Suche nach dem Wunderbaren: Fragmente einer unbekannten Lehre ist ein Buch des russischen, im Westen unter dem Namen P. D. Ouspensky (1878–1947) bekannten esoterischen Schriftstellers aus dem Jahr 1949, worin er über seine Begegnung mit Georges I. Gurdjieff (1866–1949) und seine anschließende Zusammenarbeit mit ihm berichtet. P. D. Ouspensky war ab 1915 acht Jahre lang 'Schüler' von Gurdjieff und als solcher einer der Hauptvertreter eines sogenannten Vierten Weges. Das Buch gilt weithin als die umfassendste Darstellung von Gurdjieffs Gedankensystem, die je veröffentlicht wurde, und wird von vielen modernen Anhängern von Gurdjieffs Lehren als "grundlegendes Lehrbuch" betrachtet, die es oft als Mittel zur Einführung neuer Schüler in Gurdjieffs System der Selbstentwicklung verwenden. Das Buch wurde zwei Jahre nach dem Tod von P. D. Ouspensky posthum von einigen seiner Schüler veröffentlicht. Ouspensky hatte dem Buch ursprünglich den Titel Fragments of an Unknown Teaching  (Fragmente einer unbekannten Lehre) gegeben, um sowohl die Idee widerzuspiegeln, dass Gurdjieffs System vom Schüler selbst "zusammengesetzt" werden musste, als auch die Ansicht, dass ein Großteil des ursprünglichen Systems wahrscheinlich im Laufe der Zeit verloren gegangen war. Der englische Verleger bestand jedoch auf dem Zusatz In Search of the Miraculous, der in den englischsprachigen Ländern zum gebräuchlichsten Namen für das Werk geworden ist, ganz so wie Auf der Suche nach dem Wunderbaren im Deutschen.
Das Buch wurde in zahlreiche Sprachen übersetzt.
Ein Dokumentarfilm In Search of the Miraculous: Fragments of an Unknown Teaching unter der Regie von Zivko Nicolic und der Drehbuchadaption von Milan Peters nach dem Buch wurde 1998 produziert, durchsetzt mit Archivmaterial aus der Zeit der Russischen Revolution.